# Atlingbo kyrka
Atlingbo kyrka är en kyrkobyggnad i Visby stift, Gotland som tillhör Vall, Hogrän och Atlingbo församling och Eskelhems pastorat. Enligt Gutalagen har Atlingbo kyrka varit en asylkyrka där dråpare och deras familjer kunde söka asyl under 40 dagar.

## Kyrkobyggnaden
Under kyrkans golv har grunderna till en kyrka från 1100-talets mitt, en av de äldsta stenkyrkorna på Gotland, grävts fram. Till denna uppfördes vid 1200-talets början kyrkans nuvarande kvadratiska kor med en absid, som är mycket märklig genom att ha en spetsbågig istället för halvrund grundplan. Vid 1200-talets slut uppfördes det nuvarande långhuset och ringkammaren, som utgör bottenvåningen till ett aldrig fullbordat torn. Dettas murar har sedan fått bära den med ljudgluggar försedda spira, som rymmer klockvåningen och som i exteriören framstår som en takryttare som rider på långhustaket. Sakristian med sammanhängande magasin (?) under samma tak uppfördes invid korets norra mur 1800–1801. Hela byggnaden är uppförd av putsad kalksten. Kyrkan har tre ingångar med huggna omfattningar: en romansk korportal i söder, en ståtlig gotisk sydportal med spetsigt gavelkrön och skulpterade kapitälband på långhuset och en gotisk nordportal till tornets bottenvåning. Absidens tre fönster är ursprungliga liksom långhusets sydfönster och ett rundfönster med masverk i ringkammarens västmur. I det planerade tornets södra mur finns en utifrån tillgänglig kammare med ursprunglig trepassformad glugg mot kyrkorummet. I muren över denna kammare löper torntrappan. Ett ursprungligt väggfast vigvattenskar av huggen sten finns i långhusportalens innersmyg. Den vida triumfbågen snarare förenar än skiljer det ovanligt rymliga absidkoret och det med en på konsoler vilande profilerad gördelbåge i två travéer uppdelade enskeppiga långhuset.
Kyrkan restaurerades omfattande 1956-1957 efter förslag av arkitekt Olle Karth.
I takryttaren hänger en kyrkklocka upphängd i klockstolen. 

## Inventarier
- Altaruppsatsen av trä är från 1600-talet.
- Predikstolen tillverkades av Rasmus Felderman 1693, den mustiga målningen är från 1758.
- Bänkinredningen tillkom på 1700-talet.
- Dopfunten av sandsten med åttkantig reliefprydd cuppa har tillskrivits 1100-talsmästaren Byzantios.

### Orgel
- Orgeln på sex stämmor byggdes 1892 av Åkerman & Lund Orgelbyggeri. Den omändrades 1975 av Andreas Thulesius, Klintehamn. Orgeln restaurerades år 2003 av Åkerman & Lund Orgelbyggeri.

| Manual          | Pedal   | Koppel |
| Borduna 16’ B/D | Bihängd | Man 4' |
| Principal 8’    |         |        |
| Rörflöjt 8’     |         |        |
| Salicional 8’   |         |        |
| Oktava 4’       |         |        |
| Flöjt 4'        |         |        |

## Bildgalleri

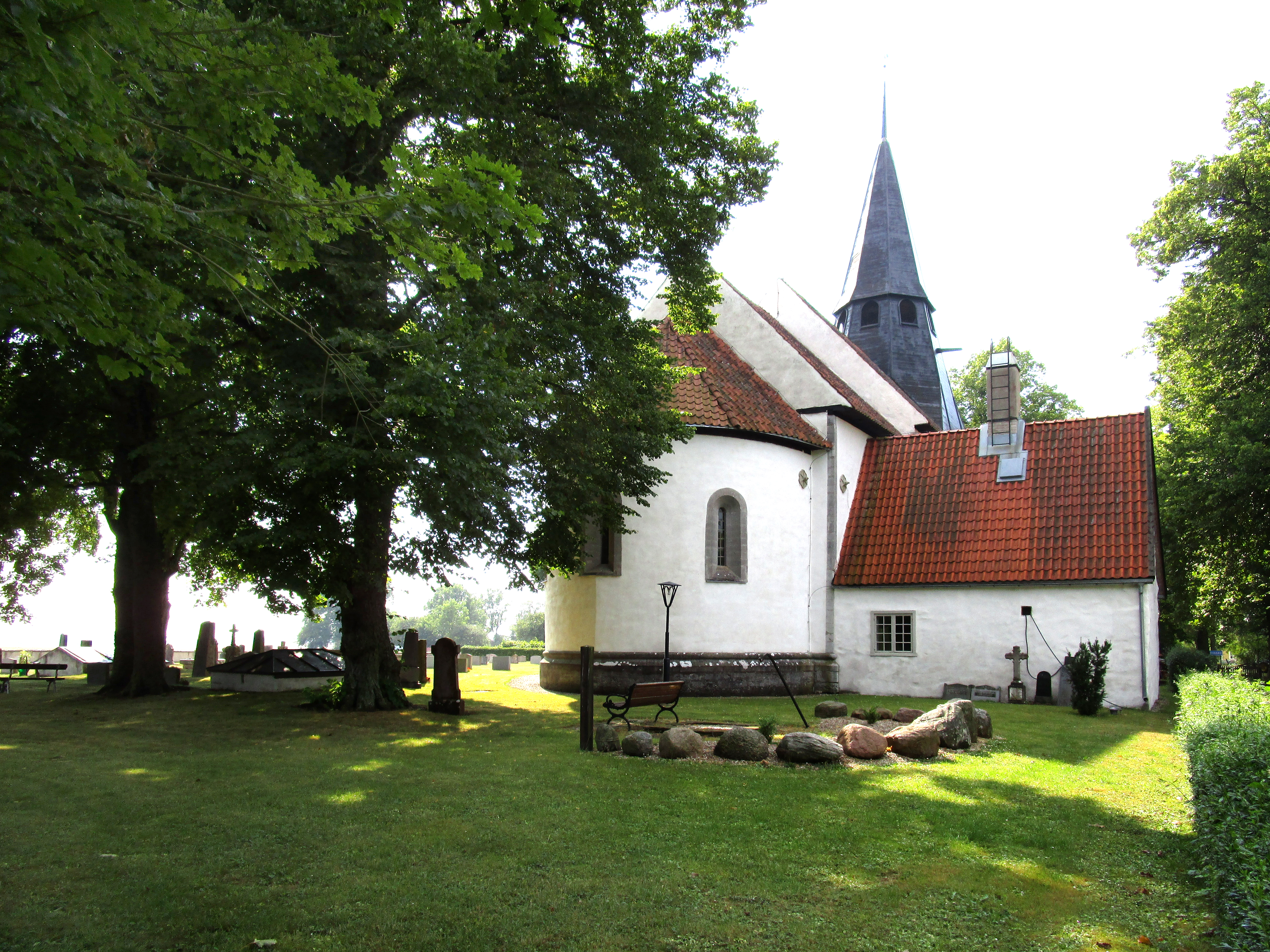
Kyrkan från öster
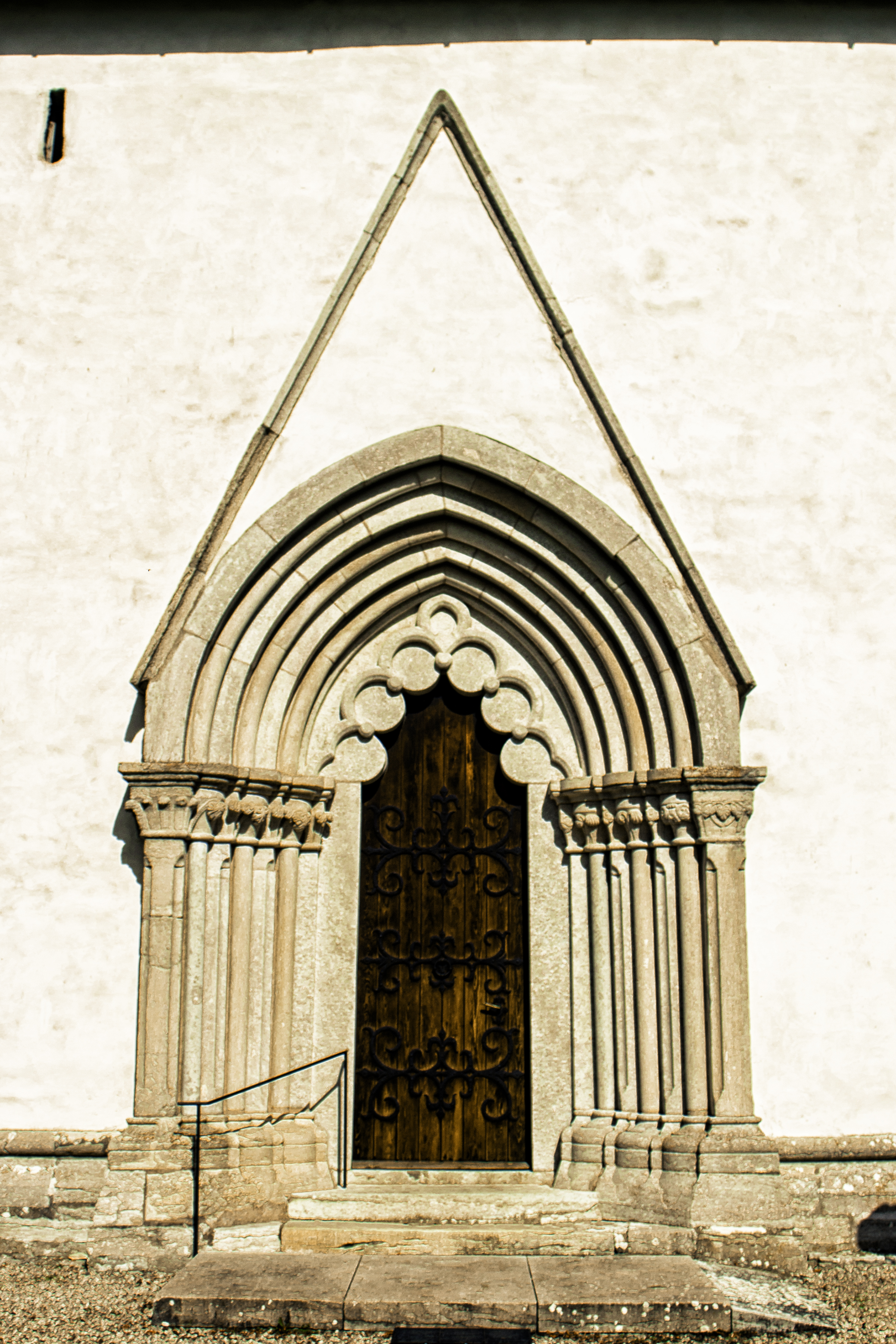
Södra portalen
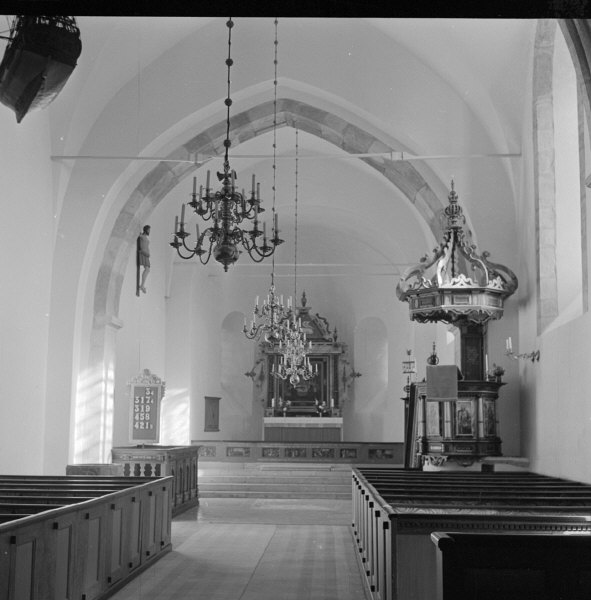
Interiör
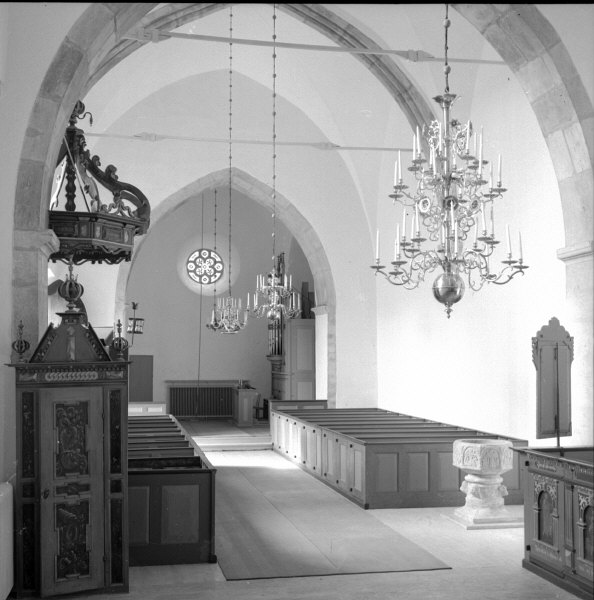
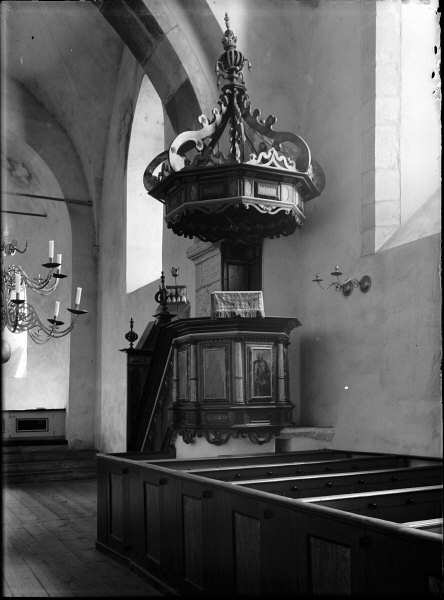
Predikstolen
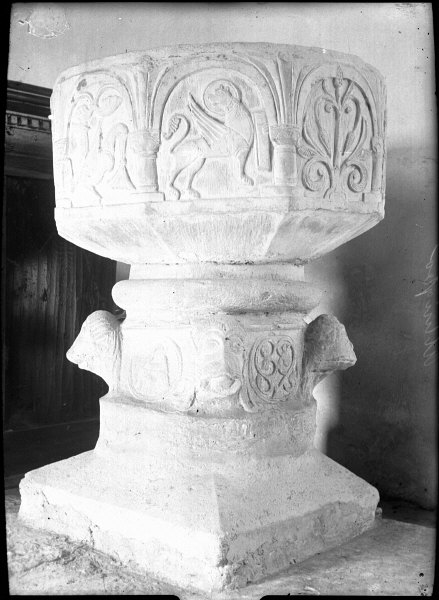
Dopfunten
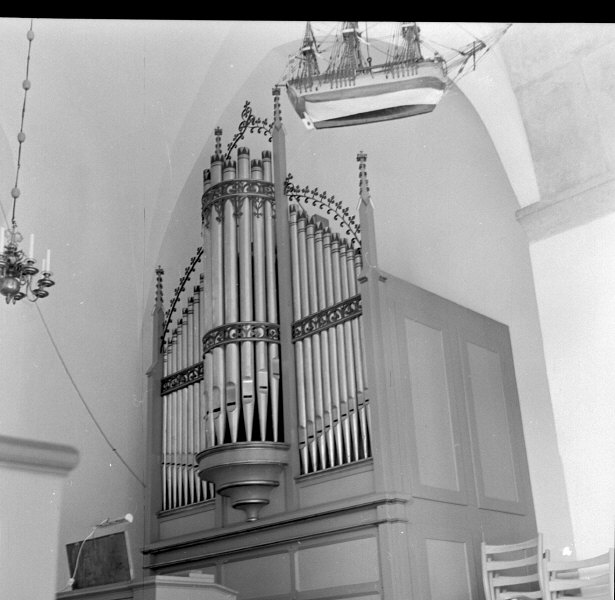
Orgeln